# Valerdina Manhonga
Valerdina Manhonga (sinh ngày 26 tháng 12 năm 1980) là một nữ cầu thủ bóng rổ chuyên nghiệp người Mozambique.